# Sabella murrayi
Sabella murrayi är en ringmaskart som beskrevs av McIntosh 1916. I den svenska databasen Dyntaxa används istället namnet Potamethus murrayi. Enligt Catalogue of Life ingår Sabella murrayi i släktet Sabella och familjen Sabellidae, men enligt Dyntaxa är tillhörigheten istället släktet Potamethus och familjen Sabellariidae. Arten har ej påträffats i Sverige. Inga underarter finns listade i Catalogue of Life.